# Camponotus tepicanus
Camponotus tepicanus é uma espécie de inseto do gênero Camponotus, pertencente à família Formicidae.